# Rod Laver Arena
Die Rod Laver Arena ist ein Tennisstadion in der zweitgrößten australischen Stadt Melbourne im Bundesstaat Victoria, sie ist mit 14.820 Plätzen der größte Austragungsort der Australian Open und ist Teil der Sportanlagen im Melbourne Park. Da das Stadion über eine in 25 Minuten schließbare Dachkonstruktion verfügt, kann dort auch bei Regen oder großer Hitze gespielt werden. Durch das Dach lassen sich in der Mehrzweckhalle verschiedene andere Sportveranstaltungen oder auch Konzerte austragen. 

## Geschichte
Das Tennisstadion wurde von 1985 bis 1987 als Teil des Flinders Park erbaut und hieß zunächst National Tennis Centre at Flinders Park. Im Januar 1988 fanden die ersten Australian Open in der neuen Anlage statt. 1996 bekam es den Namen Centre Court. Seit 2000 trägt es zu Ehren des berühmten australischen Tennisspielers und zweifachen Grand-Slam-Siegers Rod Laver die Bezeichnung Rod Laver Arena. Sie umfasst insgesamt 14.820 Sitzplätze und wird jährlich von rund 1,5 Millionen Zuschauern besucht.
Die Bandbreite an Veranstaltungen in der Rod Laver Arena reicht neben den Australian Open über Motocross-Events bis hin zu Konzerten oder klassischem Ballett. Im Jahr 2005 fanden die Turn-Weltmeisterschaften in der Halle statt. Anlässlich der 12. FINA-Schwimmweltmeisterschaften 2007 wurde die Arena zum Schwimmstadion umgerüstet. Aus Sicherheitsgründen wurde die Sitzplatzkapazität von 14.820 auf 11.270 reduziert. Die Arena liegt ca. zehn Gehminuten vom Stadtzentrum entfernt.
Am 23. und 24. September 2023 sind zwei Partien der Preseason der nordamerikanischen Eishockeyliga National Hockey League (NHL) in der Rod Laver Arena zwischen den Arizona Coyotes und Los Angeles Kings geplant. Die Spiele der 2023 NHL Global Series – Melbourne wären die ersten Begegnungen der NHL in Australien und auf der Südhalbkugel.

## Galerie

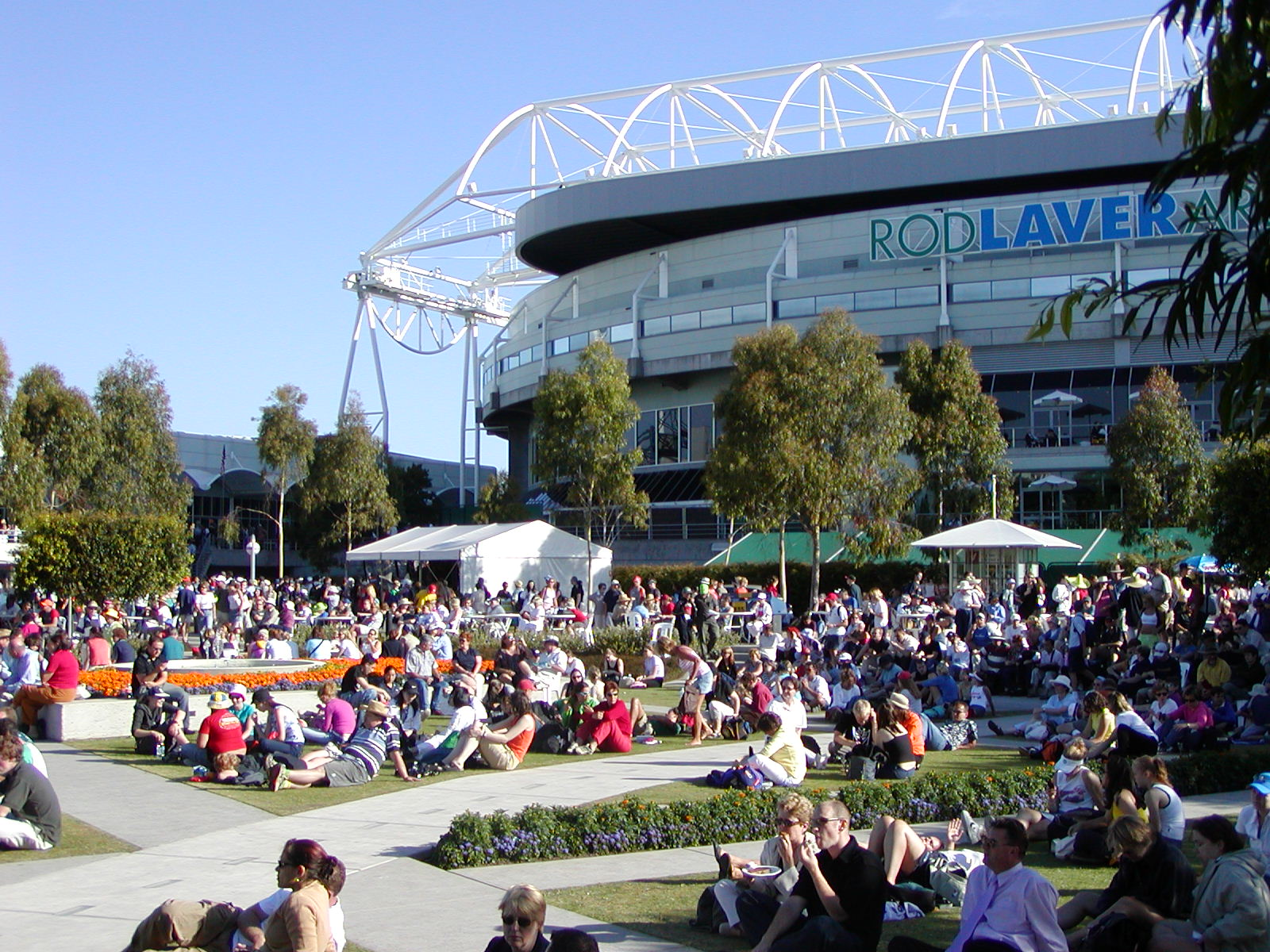
Die Rod Laver Arena mit Park bei den Australian Open 2002
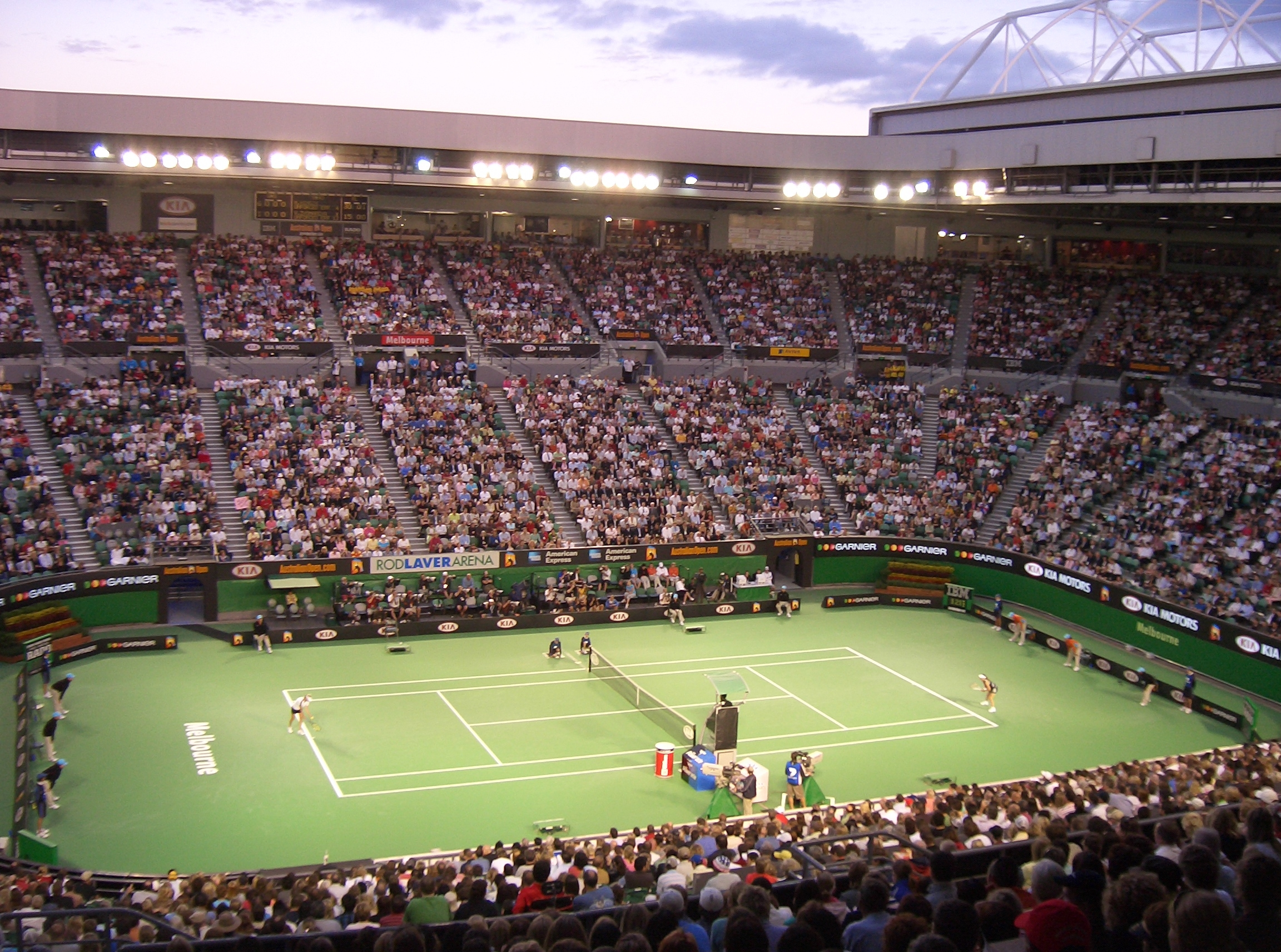
Die Rod Laver Arena bei den Australian Open 2006
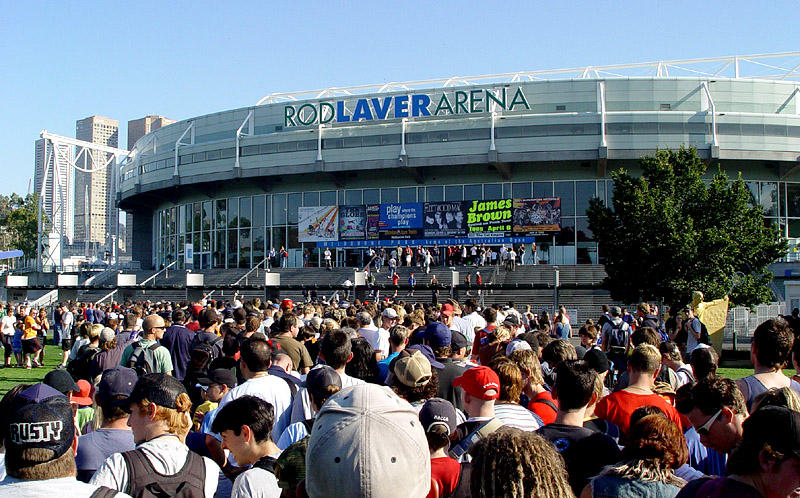
Haupteingang der Rod Laver Arena
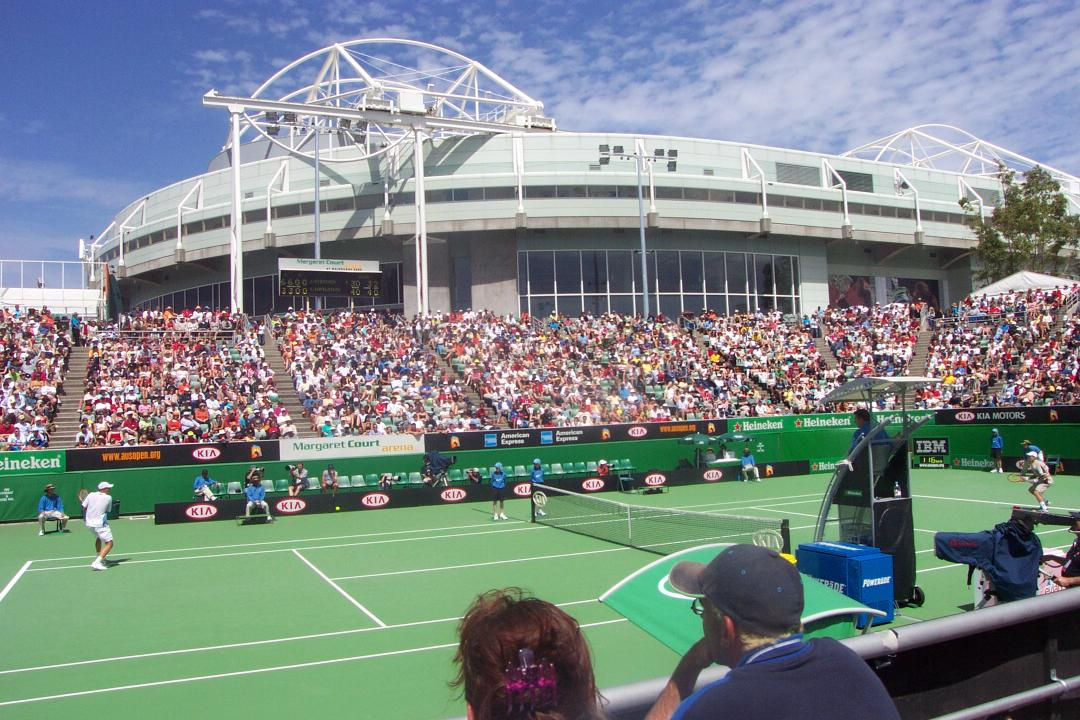
Die Margaret Court Arena vor der Rod Laver Arena im Melbourne Park
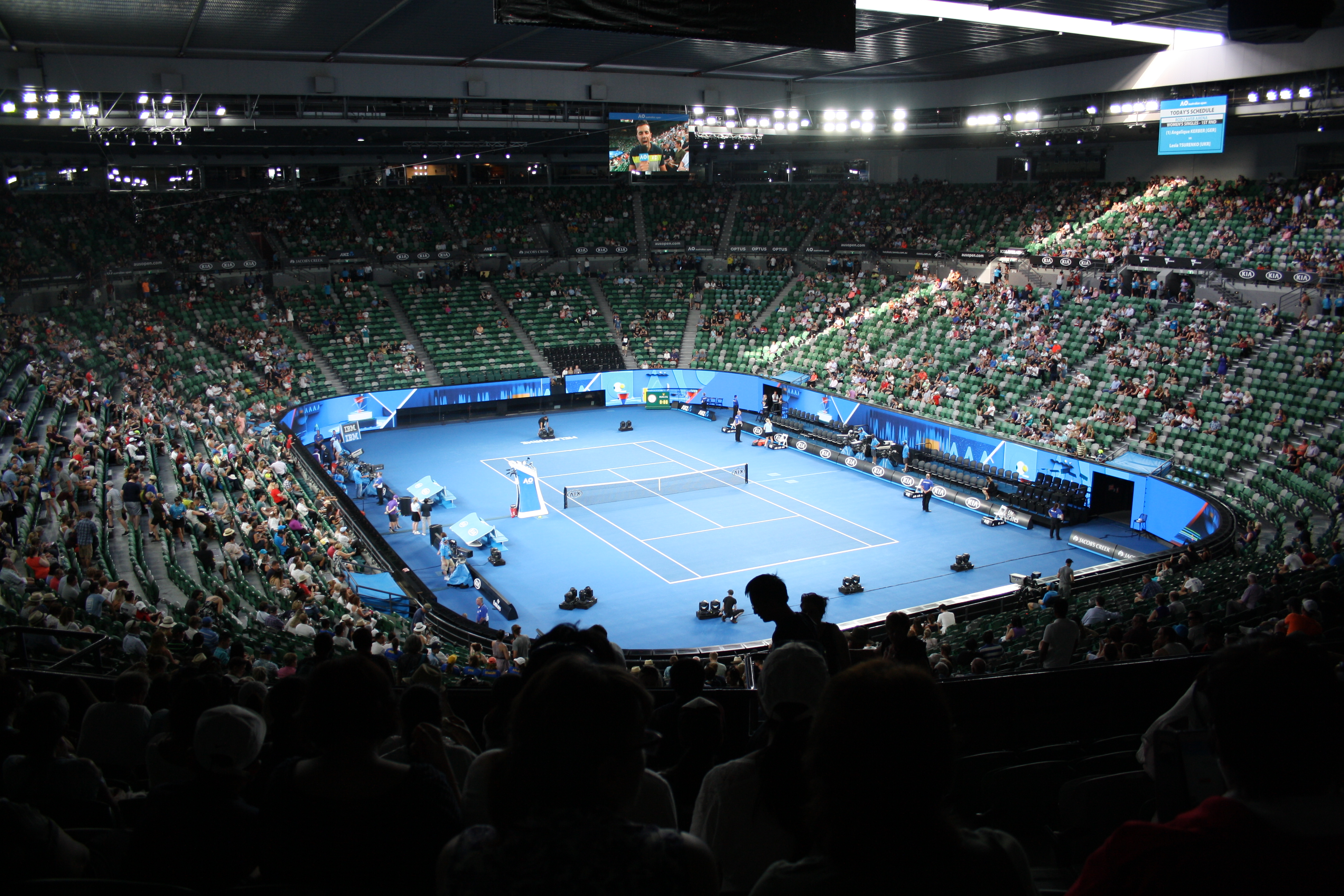
Die Rod Laver Arena mit sich öffnendem Dach bei den Australian Open 2017